# Tokyo MX
Tokyo Metropolitan Television Broadcasting Corporation (яп. 東京メトロポリタンテレビジョン株式会社, то:кьо меторопорітан теребідзьон кабусікі-ґайся), також відомий як Tokyo MX — японський телеканал та однойменна телевізійна мережа. Має дочірню радіостанцію Tokyo FM Broadcasting (Tokyo FM). Є єдиним недержавним каналом, який обслуговує лише префектуру Токіо. Входить до Японської Асоціації Незалежних Каналів (JAITS).